# Quiriquire (Monagas)
Pour les articles homonymes, voir Quiriquire.
Quiriquire est le chef-lieu de la municipalité de Punceres dans l'État de Monagas au Venezuela. La population s'élève environ à 6 000 habitants. Autour de la ville s'articule la division territoriale et statistique de Capitale Punceres.

## Environnement

### Faune et flore
Autour de la ville a été découverte l'espèce de scorpions Tityus quiriquirensis dont l'épithète « quiriquirensis » provient du nom de la ville.